# Hans Peter Ruprecht
Hans Peter Ruprecht (* 7. März 1943 in Locarno; † 7. September 2011) war ein Schweizer Politiker (SVP). Er war von Juni 1996 bis Sommer 2008 Regierungsrat im Kanton Thurgau.

## Ausbildung und Beruf
Hans Peter Ruprecht besuchte die Primarschule in Locarno und Erzenholz und die Sekundarschule in Frauenfeld. An der Kantonsschule Frauenfeld erlangte er die Matur und danach absolvierte er an der ETH Zürich ein Studium als Bauingenieur, welches er 1969 abschloss. Von 1970 bis 1980 war er als Oberleiter für Staatsstrassen beim Tiefbauamt Thurgau tätig. 1980 wechselte Ruprecht in die Privatwirtschaft und arbeitete als Chef-Bauführer bei der Bauunternehmung Cellere in Frauenfeld. Ab 1987 war er Geschäftsführer und Leiter von Cellere Thurgau und blieb bis zu seiner Wahl in den Regierungsrat in dieser Funktion.

## Politische Tätigkeit
Seine politische Karriere startete Hans Peter Ruprecht 1983 mit der Wahl in den Gemeinderat der Stadt Frauenfeld, dem er bis 1996 angehörte. 1988 wurde er in den Grossen Rat des Kantons Thurgau gewählt und war dort Mitglied in der SVP-Fraktion. In den Jahren 1987, 1991 und 1995 kandidierte er erfolglos auf der SVP-Liste für den Nationalrat. Am 1. Juni 1996 trat er sein Amt als Regierungsrat an, in das er im März vom Thurgauer Volk gewählt worden war. Als Regierungsrat steht Ruprecht dem Departement für Bau und Umwelt vor und war in den Amtsjahren 1999/00, 2002/03 und 2007/08 Regierungspräsident. 2007 gab er bekannt, dass er bei der nächsten Wahl 2008 nicht mehr antreten will. Nachfolgerin für Ruprecht wird die im Februar 2008 gewählte Kantonsrätin Monika Knill von der SVP.
Hans Peter Ruprecht wurde unter anderem auch ausserhalb des Kantons bekannt, weil er die Idee eines Kantons Ostschweiz wieder ins Spiel brachte und diese auch in Interviews vertrat.
Ruprecht war seit 1971 mit Heidi Ruprecht-Ruckstuhl verheiratet und hatte zwei Kinder. Er wohnte in Frauenfeld und war Bürger von Laupen.